# تیتانیوم همی‌اکسید
تیتانیوم همی‌اکسید (به انگلیسی: Titanium Hemioxide) به محلول جامد اکسیژن در تیتانیوم آلفا گفته می‌شود. حلالیت اکسیژن در تیتانیوم آلفا در دمای اتاق تا ۵۰ درصد اتمی است. در ساختار تیتانیوم همی‌اکسید، اتم‌های اکسیژن به‌طور تصادفی در حفره‌های هشت‌وجهی شبکه هگزاگونال فشرده تیتانیوم قرار می‌گیرند.